# Ernesto Lerchundi
Ernesto Lerchundi fue un conductor, locutor y periodista argentino.

## Carrera
Hijo de un empleado bancario (Juan Pablo), autor, productor, periodista, conductor, actor en un par de películas, empresario en negocios muy diversos, un verdadero creador de la publicidad no tradicional (en forma de "chivos" o dentro de los programas).
Lerchundi fue un popular conductor televisivo que tuvo su auge en las décadas de 1950 y 1960 en Argentina. Condujo, entre otros programas y ciclos, Sabor... en tardes del saber, un programa de preguntas y respuestas para jóvenes estudiantes junto a Coquito, que después pasó a Canal 11 como El Saber de los Niños auspiciado por  Biznikke (Paulista), que trató a los chicos con seriedad y simpatía, con preguntas y respuestas que incentivaban al estudio. Luego continuó con su clásico programa de preguntas y respuestas, llamado "Competencia" (Canal 11,1976) y "Competencia 78" (Canal 2) en 1978.
En su edición del 28 de diciembre de 1957, Clarín lo consagra junto a Mery Sontag como los “nuevos valores de la locución”.
Perteneció a la camada de conductores de la talla de Edith Boado, Colomba, Pipo Mancera, René Jolivet, Gloria Leyland, Ignacio de Soroa, Julio Vivar,  Carlos Victor Andris, entre muchos otros.
En cine incursionó en dos películas: Bajo un mismo rostro (película), de 1962, dirigida por Daniel Tinayre y protagonizada por Mirtha Legrand y Silvia Legrand; y Titanes en el ring (película) (1973) con dirección de Leo Fleider y encabezada por Martín Karadagián.
También fue la cara de varias publicidades de aquellos años como el de Amargo obrero.

## Filmografía
- 1973: Titanes en el ring (película)
- 1962: Bajo un mismo rostro (película), de 1962.

## Televisión
- El circo de los niños
- Sabot, junto a Víctor Sueiro y Orlando Bilbao.
- Competencia
- Vamos al recreo, por Canal 9
- Soy un personaje , por Canal 7
- El Saber de los Niños.
- Sabor... en tardes del saber